# ヴァネッサ・パン
ヴァネッサ・パン（中国名:潘家儀（パンチャイ）、1991年7月19日 - ）は、中華民国出身のマルチタレント、コスプレイヤー。現在は台湾、日本、アメリカを拠点に活動をしており、モデル、女優だけではなく事業家など幅広く活動している。

## 略歴
台湾人の母と外省人の父との下に台湾の台北市で生まれる。中国文化大学卒業。同時に台日プログラムで明治大学卒業生。
2005〜2011年　野臣一美というコスプレイヤーとして有名。コスプレイヤー台湾代表として世界各地でコスプレコンテストの審査員を担う。台湾のバライティー番組やオーディション番組で優勝し、タレントとして活動する。
2011年、KDX秋葉原で日本タレント・グラビアアイドルデビュー。ホビージャパンのイメージキャラクター就任。「アリシア　Vanessapan edition」写真集発売。同年度、『ヴァネッサ・パンです。』『VENUS』『パンコス１００％』などイメージDVD発売。
2013年、沖縄で撮影する米ドラマ『妖怪キング』に牛鬼役で出演。
『週刊ヤングジャンプ』（集英社）主催のコンテスト「ぷるるんサバイバル」17代目グランプリを受賞する。
2013年、台湾台北市西門町にてアイドルカフェ「夢幻莊園（Fantasy Garden）」をオープン、帆星企業有限公司代表である。同年度、スタジオ夢幻莊園とプロダクションを開設。
2016年、中国と台湾合同製作作品『通靈拍檔』主役ミミとして出演。春に上海でIPO事業をしてる友人とブロックチェーン応用会社を設立。計30種以上の銘柄の開発に携わりる。年商は5億。
2020年、スキルライブ株式会社を設立。株式会社日本TIC執行役員に就任。株式会社4loops COOに就任。
女性のためのクラウドファンディングサービス「GOD MOTHER」をプロデュースする。

## 人物
- 北京語、台湾語、英語、日本語、ロシア語を話す[1][9]。
- 12歳のころからコスプレを始めた[10]。
- スリーサイズはB88・W58・H86。Gカップ[11]。

## 事業経歴
2013年　21歳でステージと撮影スタジオ付き120坪のお店を経営する
2015年　上野でアイドル劇場を運営
2016年　上海でIPO事業をしてる友人とブロックチェーン応用会社を設立。計30種以上の銘柄の開発に携わりる。年商は5億
2020年 スキルライブ株式会社を設立
2020年 株式会社日本TIC 執行役員に就任
2020年 株式会社4loops COOに就任
女性のためのクラウドファンディングサービス「GOD MOTHER」をプロデュースするPRTimesプレスリリース
2020年 いいね換金アプリ「IDEA」をリリース。

## 写真集
- クイーンズブレイド THE LIVE 不思議の国の闇使い アリシア ヴァネッサ パン EDITION[12][13] （ホビージャパン）

## 映像作品

### DVD
- ヴァネッサ・パンです。 （2013年5月24日、イーネット・フロンティア）[9]
- VENUS（2013年8月30日、竹書房）[14]
- パンコス100％ （2013年12月19日、ギルド）[1][15]
- Ｐanchan♡  （2019年8月16日、スパイスビジュアル）[16]
- おしえて！パン先生♥（2020年2月22日、ラインコミュニケーションズ）[17]
- Amazing Vanessa!（2021年3月26日、スパイスビジュアル）

## ドラマ
中国マイクロシネマ＜通靈拍檔＞ 主人公 ミミ
米ドラマ＜妖怪キング＞ 牛鬼役

## テレビ出演
- 女神降臨
- めざましテレビ　国のアイドル事情

・ヴァネッサ・パンと行く最上新庄の旅　メインMC
- 你猜你猜你猜猜猜（CTV）、好膽你就來 （FTV）、、、冠軍任務....etc
- 《哈林哈時尚》20120413 第十六期女神性感大對決 Kazumi咖滋米
- 《今晚淘汰誰》201205-08 節目固定班底 前四強
- 《康熙來了》20140123 她們E 起有的困擾！？ 來賓女星
- 《國光幫幫忙》20140311 這些正妹為了紅沒有什麼不敢做
- 《國光幫幫忙》20150528 女人求愛可不可以直白一點
- 《國光幫幫忙》20141014 男人睜大眼今天!她穿得跟性感照一樣!
- 《國光幫幫忙》國光恐懼之門這些人你也怕？！
- 【綜藝大熱門Kazumi】20151030_不給糖就搗蛋！萬聖節變裝
- 《綜藝大熱門》20150107 真的太像了百變模仿秀車輪戰宏都拉斯
- 《民視異言堂》正妹經濟學 偶像咖啡廳老闆Kazumi
- 《寶物博很大》20140409_東京奧運紀念套幣50年珍藏價格翻倍! 來賓女星
- 《歡樂智多星》20150114 资格赛 & 奖金挑战赛
- 《真的！了不起》【真的了不起Kazumi】20150105_卡位资格赛& 大说谎家& 大演技家
- 《台灣好所在》女藝人圓夢咖啡廳 黃金店面挑選法則3之1│台灣好所在149│三立財經CH88
- 《你猜你猜你猜猜猜》中視你猜有咖滋－以貌取人單元
- 相席食堂 2021年8月31日[18]

## 雑誌
Cool雑誌（表紙）、性感誌、慾望誌NUT、FHM男人幫、MISS U、壹 周刊、
模力誌（表紙）、時報周刊、ヤングジャンプ（特集）、増刊大衆（表紙）... 等々